# Patrick Nothomb
Pour les autres membres de la famille, voir Famille Nothomb.
Patrick Nothomb, né le 24 mai 1936 à Schaerbeek en Belgique et mort le 17 mars 2020 à Habay-la-Neuve, est un diplomate belge, père de la romancière Amélie Nothomb.
Lui-même a écrit deux livres retraçant sa carrière diplomatique, notamment la prise d'otages qu'il a subie au Congo-Kinshasa en 1964.

## Biographie

### Origines familiales et famille
Fils d'André Nothomb (1912-1937), officier, mort d'un accident de déminage, et de  Claude Lancksweert (1914-1970), il est le petit-fils de l'avocat,  politicien et écrivain Pierre Nothomb, le neveu de Paul Nothomb et de Charles-Ferdinand Nothomb, l'arrière-neveu de Jean-Baptiste Nothomb. Il a eu trois enfants : André, Juliette et Amélie.
Issu de la branche cadette d'une famille dont la branche aînée avait obtenu en 1853 un titre de baron (éteint avec le 3e baron en 1940), il obtient le 14 octobre 1953 concession du titre de baron transmissible par primogéniture masculine.
En 2012, il acquiert la nationalité luxembourgeoise grâce à une nouvelle législation visant les personnes ayant un ancêtre qui était lui-même de nationalité luxembourgeoise avant 1900, ce qui est le cas de toute la famille Nothomb, originaire de Pétange, au Grand-Duché, mais qui fit le choix de la nationalité belge lors de la division du Luxembourg en 1839.

### Formation et début de carrière diplomatique
Après son baccalauréat, il fait des études de droit qui le mènent à un doctorat de l'université catholique de Louvain (UCL) en 1957.
Il entre ensuite dans le service diplomatique belge en 1960 et y restera jusqu'en 2001. La vie diplomatique de son père, qui constitue le cadre de sa propre enfance, sera un sujet d'inspiration pour Amélie Nothomb, notamment dans son roman Premier sang, qui raconte aussi l'enfance et l'adolescence de Patrick.
Après deux ans au ministère des Affaires étrangères, il est affecté au Congo-Kinshasa (l'ex-Congo belge), et nommé consul à Stanleyville (Kisangani).

### La crise congolaise (1964)
La région étant tombée aux mains d'un groupe dissident lié au courant de Patrice Lumumba, l'Armée populaire de libération (APL) du commandant en chef Olenga et du colonel Joseph Opepe, il subit la prise en otages de tous les Européens blancs présents dans la zone par les révolutionnaires « Simbas ». La prise d'otages va durer du 4 août au 24 novembre 1964.
Durant cette période, Patrick Nothomb négocie de façon très active afin de retarder l'exécution des otages, dont lui-même. Les rescapés sont finalement sauvés par une intervention des parachutistes belges lors de l'opération Dragon rouge du 24 novembre 1964 décidée par le premier ministre Paul-Henri Spaak.

### Suite de sa carrière (1964-2001)
- Consul général à Ōsaka (1968-1972)
- Chargé d'affaires à Pékin (1972-1974) ; premier diplomate belge en République populaire de Chine le 11 avril 1972
- Conseiller à la représentation permanente de la Belgique auprès de l'ONU, New York (1974-1977)
- Ambassadeur au Bangladesh et en Birmanie (1978-1980)
- Directeur du service Asie au ministère des Affaires étrangères (1980-1985)
- Ambassadeur en Thaïlande et au Laos (1985-1988)
- Ambassadeur au Japon (1988-1997) ; le Japon, devenu la deuxième puissance économique du monde, a fait de gros investissements en Belgique ; le mandat de Patrick Nothomb est marqué par la mort de deux monarques : l'empereur Hirohito en 1989 et le roi Baudouin de Belgique en 1993[6].
- Ambassadeur en Italie, à Saint-Marin, à Malte et en Albanie (1998-2001)

### Activités après 2001
Il est commissaire général d'Europalia Italie en 2003,.
Il est conseiller du gouverneur de la province de Luxembourg de 2004 à 2020.
Patrick Nothomb est également chanteur de nô, le théâtre japonais.
Il meurt le 17 mars 2020 à la suite d'une crise cardiaque et non de la Covid-19, comme cela a été annoncé dans un premier temps. Il est inhumé au cimetière d'Ixelles, à Bruxelles.

## Publications
- Dans Stanleyville : journal d'une prise d'otage, Bruxelles, éditions Duculot, 1993, 145 p.
- Intolérance zéro : 42 ans de carrière diplomatique, en collaboration avec Jean-Marie Mersch, postface d'Amélie Nothomb, Bruxelles, éditions Racine, 2004.